# Puchar Europy w Wielobojach 1983
6. Puchar Europy w wielobojach – cykl zawodów lekkoatletycznych zorganizowanych przez European Athletic Association latem 1983 roku.

## Finał A
Finał A pucharu Europy odbył się 10 i 11 września w stolicy Bułgarii Sofii. Rywalizację wśród mężczyzn zwycięstwem zakończyła drużyna RFN. Wśród pań najlepsza okazała się reprezentacja NRD

### Mężczyźni
| Pozycja | Reprezentacja | Wynik (pkt) |
| ------- | ------------- | ----------- |
| 1       | RFN           | 24609       |
| 2       | NRD           | 24359       |
| 3       | ZSRR          | 24208       |
| 4       | Szwajcaria    | 23800       |
| 5       | Polska        | 23482       |
| 6       | Bułgaria      | 23093       |

### Kobiety
| Pozycja | Reprezentacja   | Wynik (pkt) |
| ------- | --------------- | ----------- |
| 1       | NRD             | 19242       |
| 2       | ZSRR            | 18689       |
| 3       | Bułgaria        | 18666       |
| 4       | RFN             | 17852       |
| 5       | Wielka Brytania | 17710       |
| 6       | Węgry           | 16469       |

## Finał B
Zawody finału B zostały zorganizowane we francuskim Montargis.	

### Mężczyźni
| Pozycja | Reprezentacja   | Wynik (pkt) |
| ------- | --------------- | ----------- |
| 1       | Finlandia       | 22573       |
| 2       | Wielka Brytania | 22124       |
| 3       | Francja         | 22003       |
| 4       | Belgia          | 21546       |
| 5       | Szwecja         | 21371       |
| 6       | Węgry           | 21105       |
| 7       | Włochy          | 21061       |

### Kobiety
| Pozycja | Reprezentacja | Wynik (pkt) |
| ------- | ------------- | ----------- |
| 1       | Holandia      | 17198       |
| 2       | Szwecja       | 17164       |
| 3       | Francja       | 16774       |
| 4       | Norwegia      | 15410       |
| 5       | Dania         | 15398       |
| 6       | Włochy        | 15349       |
| 7       | Szwajcaria    | 15332       |

## Finał C
Finał C odbył się w austriackim Grazu.

### Mężczyźni
| Pozycja | Reprezentacja  | Wynik (pkt) |
| ------- | -------------- | ----------- |
| 1       | Czechosłowacja | 22801       |
| 2       | Norwegia       | 21475       |
| 3       | Austria        | 21170       |
| 4       | Irlandia       | 20934       |
| 5       | Holandia       | 20768       |
| 6       | Dania          | 20524       |

### Kobiety
| Pozycja | Reprezentacja  | Wynik (pkt) |
| ------- | -------------- | ----------- |
| 1       | Czechosłowacja | 17077       |
| 2       | Finlandia      | 16353       |
| 3       | Belgia         | 15890       |
| 4       | Austria        | 14989       |